# 川島宏治の広島大百科
『川島宏治の広島大百科』（かわしまこうじのひろしまだいひゃっか）は、1997年4月7日から2000年6月16日まで中国放送テレビで放送されていた夕方のローカル番組。司会は川島宏治・桑原しおりの各アナウンサー。

## 概要
番組は広島テレビの人気番組『柏村武昭のテレビ宣言』の放送時間を外し、16時から16時55分を放送時間に設定。一定の人気を得る。2000年7月に『RCCときめきストリート』に発展解消している。